# Liste de lacs en Estonie
Voici une liste de lacs en Estonie.

## Lacs les plus étendus
| #   | Nom                   | Superficie (ha) | Profondeur maximale (m) | Profondeur moyenne (m) | Longueur de rivage (m) | Notes |
| --- | --------------------- | --------------- | ----------------------- | ---------------------- | ---------------------- | ----- |
| 1.  | Lac Peïpous           | 351 144,9       | 17.6                    | 8.0                    | 788 410                | [ 1 ] |
| 2.  | Lac Võrtsjärv         | 26 901,5        | 6.0                     | 2.8                    | 130 874                |       |
| 3.  | Réservoir du Narva    | 10 226,8        | 9.0                     | 1.9                    | 209 484                | [ 2 ] |
| 4.  | Lac Ülemiste          | 940,9           | 4.2                     | 2.5                    | 15 219                 | [ 3 ] |
| 5.  | Lac Saadjärv          | 724,5           | 25.0                    | 8.0                    | 19 362                 |       |
| 6.  | Lac Vagula            | 602,8           | 11.5                    | 5.3                    | 17 838                 |       |
| 7.  | Lac Suurlaht          | 531,0           | 2.1                     | 1.2                    | 16 173                 |       |
| 8.  | Lac Veisjärv          | 481,1           | 4.0                     | 1.3                    | 9 047                  |       |
| 9.  | Lac Ermistu           | 456,2           | 2.9                     | 1.3                    | 19 545                 |       |
| 10. | Réservoir de Paunküla | 415,8           | 8.7                     | 3.4                    | 25 541                 | [ 3 ] |
| 11. | Baie de Mullutu       | 412,7           | 1.7                     | 0.9                    | 19 530                 |       |
| 12. | Lac Kuremaa           | 399,6           | 13.8                    | 5.9                    | 11 261                 |       |
| 13. | Lac Karujärv          | 345,6           | 5.5                     | 1.6                    | 12 276                 |       |
| 14. | Lac Kahala            | 345,6           | 2.8                     | 0.9                    | 8 727                  |       |
| 15. | Lac Tõhela            | 338,5           | 1.5                     | 1.3                    | 12 021                 |       |
| 16. | Lac Pühajärv          | 290,7           | 8.5                     | 4.3                    | 16 332                 |       |
| 17. | Centrales de Narva    | 290,6           |                         |                        | 9 354                  |       |
| 18. | Lac Endla             | 285,9           | 2.4                     | 1.5                    | 28 057                 |       |
| 19. | Lac Koosa             | 282,7           | 1.9                     | 1.2                    | 7 741                  |       |
| 20. | Réservoir de Soodla   | 262,8           | 13.0                    | 3.2                    | 26 542                 |       |
| 21. | Lac Kaiavere          | 248,0           | 5.0                     | 2.8                    | 8 442                  |       |
| 22. | Lac Aheru             | 232,5           | 4.5                     | 3.7                    | 10 127                 |       |
| 23. | Baie Undu             | 226,9           |                         |                        | 16 722                 |       |
| 24. | Lac Tamula            | 208,9           | 7.5                     | 4.2                    | 6 465                  |       |
| 25. | Lac Hino              | 207,1           | 10.4                    | 3.1                    | 11 516                 |       |
| 26. | Mer de Sutlepa        | 203,3           | 1.5                     | 1.2                    | 11 802                 |       |
| 27. | Lac Kalli             | 198,7           | 1.4                     | 1.1                    | 11 634                 |       |
| 28. | Lac Raku              | 196,9           | 12.0                    | 7.0                    | 15 083                 |       |
| 29. | Lac Lavassaare        | 196,0           | 1.0                     | 0.7                    | 7 146                  |       |
| 30. | Lac Õisu              | 193,7           | 4.3                     | 2.8                    | 6 985                  |       |

## Autres lacs

### A
Aabra
- Aastejärv
- Aavoja
- Adriska
- Agali 
- Aheru
- Ahijärv
- Ähijärv
- Ahvenajärv 
- Aknajärv 
- Akste 
- Alatskivi 
- Alopi 
- Arbi
- Arojärv
- Aruoja
- Auksi

### E
Lac Endla
- Engli
- Erastvere
- Ermistu

### H
Haanja kõverjärv 
- Harku 
- Hilba
- Hino
- Holvandi Kivijärv
- Hüüdru

### I
Lacs Illi (et)
- Imatu

### J
Jaala
- Jänukjärv
- Järvemäe 
- Järvepää
- Jõksi

### K
Kahala
- Kahrila
- Kaiavere 
- Kajumeri 
- Kalijärv
- Kalli
- Kanariku
- Karijärv
- Karjatse meri
- Kärnjärv  
- Karsna 
- Karujärv
- Kasaritsa verijärv
- Käsmu
- Kastjärv
- Kaunissaare
- Kauru 
- Kavadi 
- Keeri
- Kiidjärv 
- Kikkajärv 
- Kirikumäe 
- Kisejärv 
- Klooga
- Koigi
- Kõnnu Pikkjärv 
- Konsu järv 
- Kose Valgjärv 
- Koosa 
- Kubija 
- Kuremaa järv
- Kurgjärv 
- Küti

### L
Laho 
- Lahukse järv
- Lämmijärv
- Laanemaa
- Lasva
- Lavassaare
- Leevaku paisjärv 
- Leigo
- Lohja 
- Lõõdla 
- Lac Loosu 
- Luigetiik
- Lüübnitsa umbjärv

### M
Maardu 
- Maksameri 
- Männiku
- Meelva
- Mehikoorma Umbjärv
- Möldri meri
- Mõrtsuka 
- Mullutu laht 
- Murati

### N
Réservoir du Narva
- Neitsijärv
- Niinsaare 
- Noodasjärv
- Nootjärv
- Nõva Veski
- Nüpli

### O Õ
Ohepalu
- Otepää Valgjärv
- Õdri  
- Õisu
- Õngu
- Õrsava  
- Õru

### P
Pabra
- Paide Tehisjärv
- Paidra
- Pae järv
- Palojärv  
- Palojüri
- Pannjärv 
- Pappjärv 
- Paukjärv
- Peipous 
- Pesujärv 
- Pihkva järv
- Piigandi
- Piirakajärv 
- Pillejärv 
- Plaani Külajärv 
- Porkuni
- Põrmujärv 
- Prossa
- Pühajärv
- Pullijärv

### R
Raadi 
- Rääkjärv
- Räätsma
- Raku
- Raigastvere
- Räpina paisjärv
- Ratasjärv
- Ratva
- Raudoja 
- Rõuge Liinjärv 
- Rõuge Suurjärv 
- Rõuge Valgjärv

### S
Saadjärv
- Selgjärv 
- Snelli tiik
- Soitsjärv
- Sõmerpalu paisjärv
- Soodla
- Sutlepa meri 
- Suur-Kikkajärv
- Suur Pehmejärv 
- Suurlaht

### T
Tabina 
- Tihu
- Tamula
- Tammemäe
- Tänav
- Tõhela
- Tooma
- Tudu

### U
Ubajärv 
- Uhtjärv
- Ülemiste 
- Uljaste
- Undu
- Üvarjärv

### V
Vagula
- Vähajärv
- Vaikne 
- Väimela Alajärv 
- Väimela Mäejärv 
- Väinjärv 
- Vanamõisa 
- Vaskjala
- Vaskna
- Veisjärv
- Verevi 
- Viitina
- Viitina Alajärv 
- Viitna 
- Viljandi
- Vissi
- Võngjärv 
- Vöölameri
- Võrtsjärv